# Белвил (Мерт и Мозел)
Белвил (фр. Belleville) насеље је и општина у североисточној Француској у региону Лорена, у департману Мерт и Мозел која припада префектури Нанси.
По подацима из 2011. године у општини је живело 1449 становника, а густина насељености је износила 141,78 становника/km². Општина се простире на површини од 10,22 km². Налази се на средњој надморској висини од 190 метара (максималној 333 m, а минималној 182 m).

## Демографија
| 1962. | 1968. | 1975. | 1982. | 1990. | 1999. | 2011. |
| ----- | ----- | ----- | ----- | ----- | ----- | ----- |
| 1.169 | 1.225 | 1.176 | 1.163 | 1.276 | 1.280 | 1.449 |

График промене броја становника у току последњих година